# Авіаудар по будівлі Луганської ОДА

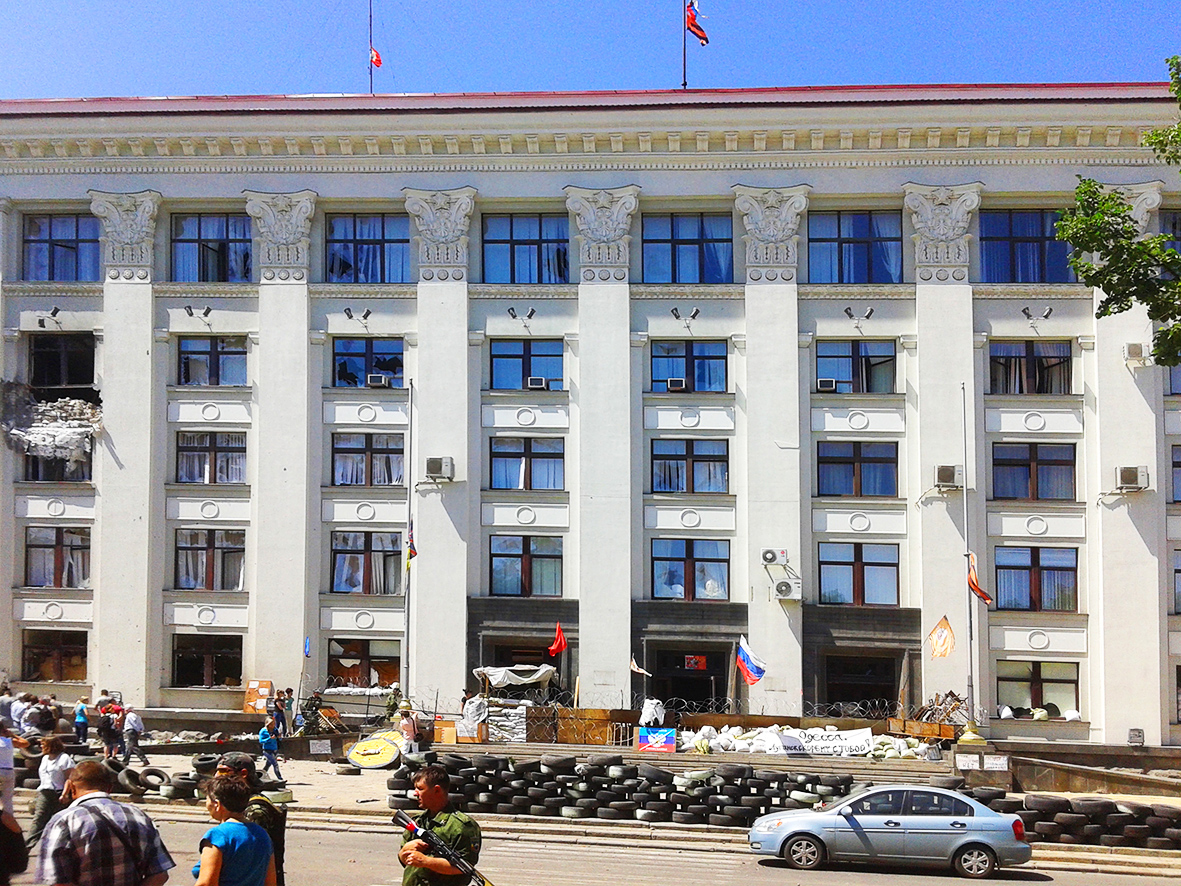
Захоплена проросійськими силами будівля Луганської ОДА з пошкодженнями

Авіаудар по будівлі Луганської ОДА — ракетна атака з повітря, що відбулася 2 червня 2014 року в Луганську під час війни на сході України. Внаслідок залпу некерованих ракет та серії вибухів, перед будівлею Луганської обласної державної адміністрації загинули 8 цивільних осіб, ще 11 осіб були госпіталізовані з пораненнями різного рівня тяжкості, зазнала пошкоджень будівля Луганської ОДА. У будівлі розташовувався штаб проросійських бойовиків самопроголошеної Луганської народної республіки. Через відсутність офіційної інформації про удар виникли декілька версій атаки.
Після авіаудару почався масовий від'їзд мирних мешканців із Луганська.

## Ситуація в місті
2 червня 2014 року авіація Повітряних сил України надавала вогневу підтримку прикордонникам Луганського прикордонного загону, який з 04:00 ранку зазнавав атак воєнізованих сепаратистів. В обідній час підтримку прикордонного загону здійснювали літаки Су-25, які завдавали удари по об'єктах бойовиків, дії штурмовиків прикривали винищувачі Повітряних Сил ЗС України, їхній роботі заважала низька хмарність та обстріл проросійських збройних угруповань. Після 15:00 по об'єктах, які були визначені спільно з прикордонниками, завдавали ударів вертольоти Мі-24 під прикриттям винищувачів МіГ-29. Від сепаратистських угруповань була зачищена лісосмуга, з якої постійно вівся обстріл об'єктів прикордонного загону з гранатометів та мінометів.

## Перебіг подій
2 червня 2014 року близько 15:00 перед будівлею Луганської ОДА сталася серія вибухів. Камерою відеоспостереження на будівлі, що знімала Парк перемоги, було зафіксовано вибухи у сквері і на дорозі безпосредньо перед будівлею ОДА, після яких піднялись густі білі стовпи диму. У місці вибуху на четвертому поверсі будівлі ОДА зайнялася пожежа. Після вибухів до будівлі ОДА прибули пожежна машина і декілька карет швидкої.
Того ж дня на сервіс YouTube було завантажено відео, на якому ударний літак Су-25 в районі Луганської ОДА здійснює ракетний залп.
3 червня прес-служба ГУ МВС в Луганській області повідомила, що 2 червня о 18:25 у парку були виявлені два частково не розірваних боєприпаси, схожих на некеровані ракети С-5. Боєприпаси були обкладені мішками з піском, а їх ліквідація була запланована на 3 червня.

## Жертви
За повідомленням відділу зв'язків із громадськістю ГУ МВС України в Луганській області імена більшості загиблих встановлені, всі вони є мешканцями Луганська:
1. Кукуруза І. О. 1967 р.н.
2. Косюк В. А. 1971 р.н.
3. Черкес Г. А. 1967 р.н.
4. Полежаєв С. М. 1964 р.н.
5. Архипова Н. В. 1969 р.н.
6. Гизай О. А. 1964 р.н.
7. Долженко Н. А. 1955 р.н.
8. невстановлена жінка (вік 35-40 років).

## Первинні версії інциденту
Офіційне розслідування інциденту не проводилося, що спричинило виникнення декількох версій інциденту. Неофіційні розслідування проводилися журналістами та блогерами.
- Проросійські сепаратисти заявили, що по будівлі ОДА був нанесений авіаційний удар з українського військового літака[17].

- 2 червня, у день інциденту, МЗС Росії поширило заяву, у якій звинуватило «київську владу» в «злочині проти власного народу»[18].

- 3 червня в доповіді спостережної місії ОБСЄ причиною вибухів було названо обстріл окупованої будівлі некерованими ракетами, запущеними з літака[7][10].
  -  Постійний представник США при ОБСЄ Даніель Байєр висловив сумнів щодо кваліфікації спостерігачів ОБСЄ робити такі оцінки[19].

- За озвученою 3 червня версією Генеральної Прокуратури України, бойовики стріляли з ПЗРК в український літак, що пролітав над містом, але ракета захопила як ціль теплообмінник працюючого кондиціонера на будівлі ОДА[20].

- За заявою прес-офіцера АТО Олексія Дмитрашківського, вибух стався всередині будівлі через «невміле поводження зі стрілецькою зброєю та вибуховими речовинами», а «обстрілу будівлі зовні, тим більше — з літака, не відбувалося»[21].

- 4 червня офіцер прес-служби АТО Владислав Селезньов повідомив, що українська авіація не виконувала завдань, пов'язаних з обстрілом Луганської ОДА. Він наголосив, що цілями були два блокпости бойовиків, і вони були знищені[22].

## Розслідування інциденту

### Розслідування від журналістів
Згідно обстеження місця подій журналістами CNN Діаною Магней і Тімом Лістером було визначено, що атака була вчинена з повітря — крони дерев були розщеплені, а з парку до стін будівлі ОДА пролягала серія з близько дюжини невеликих кратерів.
3 червня о 17:11 Анна Нємцова, корреспондент видань Newsweek і The Daily Beast, опублікувала фото елементів ураження від боєприпасів, що були зібрані на місці події. Наступного дня вона повідомила, що нарахувала 21 кратер від вибухів. Елементи ураження (осколки від боєприпасів) опублікувало і російське видання «РИА Новости».

### Розслідування від блогерів
- В ніч з 2 на 3 червня 2014 року на сайті Stop Fake з'явилася аналітична стаття, у якій автори доводили неправдоподібність версій про ПЗРК і про вибух всередині будівлі[26].
- У найближчі після події дні незалежний дослідник DajeyPetros, автор блогу Putin@War, виклав серію аналітичних матеріалів з приводу вибухів. У першому з них він підтримав висновки команди StopFake, спростовуючи версію, що причиною вибухів могла стати випущена із землі ракета ПЗРК або РПГ.[27] У наступному проаналізував доступні матеріали, вивчаючи численні кратери і пошкодження на кронах дерев.[28] У третьому своєму розслідуванні, оприлюдненому 3 червня 2014 року, дослідник встановив місце зйомки відео, що з'явилося 2 червня і фіксує Су-25 який завдає ракетного удару. Місцем зйомки відео виявилося місто Луганськ, вулиця Коцюбинського неподалік перетину з вулицею Демьохіна.[29] Автор дійшов висновку, що напрям ракетного удару, що відзнятий на відео, міг бути тим ударом, що спричинив вибухи перед будівлею Луганського ОДА у парку.[29]
- У липні 2014 року користувач LiveJournal ds-mok провів свій аналіз матеріалів. У ньому він підтвердив висновки DajeyPetros щодо точки зйомки відео, яке фільмує момент ракетного удару Су-25, — точкою зйомки є вулиця Коцюбинського неподалік перехрестя з Демьохіна, що за 430 метрів по прямій до сквера перед будівлею Луганської ОДА.[30] Користувач аналізує час між моментом запуску ракет на відео і звуком розривів від вибухів, приходячи до висновку що із врахуванням швидкості ракет, ті пройшли близько 1800 метрів. Він також аналізує час, за який Су-25 проходить від точки, де літак випустив ракети, до найближчої точки від автора зйомки — де літак стоїть перпендикулярно до нього боком, — приходячи до висновку що із урахуванням крейсерської швидкості Су-25, той теж пройшов близько 1800 метрів курсом, приблизно паралельним вулиці Коцюбинського з якої велася зйомка.[30] Автор приходить до висновку, що політ літака із запуском ракет і характер вибухів у парку під ОДА пов'язані і відповідають авіаудару некерованими ракетами.[30]

## Пов'язані події
2 червня 2014 року сепаратисти також заявляли, що в Станиці Луганській українська авіація підірвала міст, біля якого знаходився їхній блок-пост.
З початку російської збройної агресії на сході України по травень 2014 включно в результаті обстрілів проросійськими сепаратистами літаків та гелікоптерів Повітряні Сили ЗС України втратили 5 гелікоптерів (2 — Мі-8, 3 — Мі-24), загинули 17 українських військових. Обстріл здійснювався, у тому числі, з житлових будівель.
У січні 2015 року радник міністра внутрішніх справ України Антон Геращенко в прямому ефірі ток-шоу «Свобода слова» згадав випадок ненавмисного обстрілу у неназваному ним місті влітку 2014 року, який «мав негативні наслідки».
У грудні 2016 перший ватажок ЛНР Валерій Болотов визнав, що влітку 2014 року бойовики ЛНР обстрілювали Луганськ з метою посіяти паніку в місті.